# 別濟基夫
51°48′48″N 31°20′16″E / 51.81333°N 31.33778°E
別濟基夫（烏克蘭語：Безиків），是烏克蘭北部的村莊，隸屬切爾尼希夫州的切爾尼希夫區。該村面積0.93平方公里，海拔高度140米，2010年人口10，人口密度每平方公里31.18人。